# Montfoort
Montfoort es un municipio y una ciudad de la provincia de Utrecht de los Países Bajos.

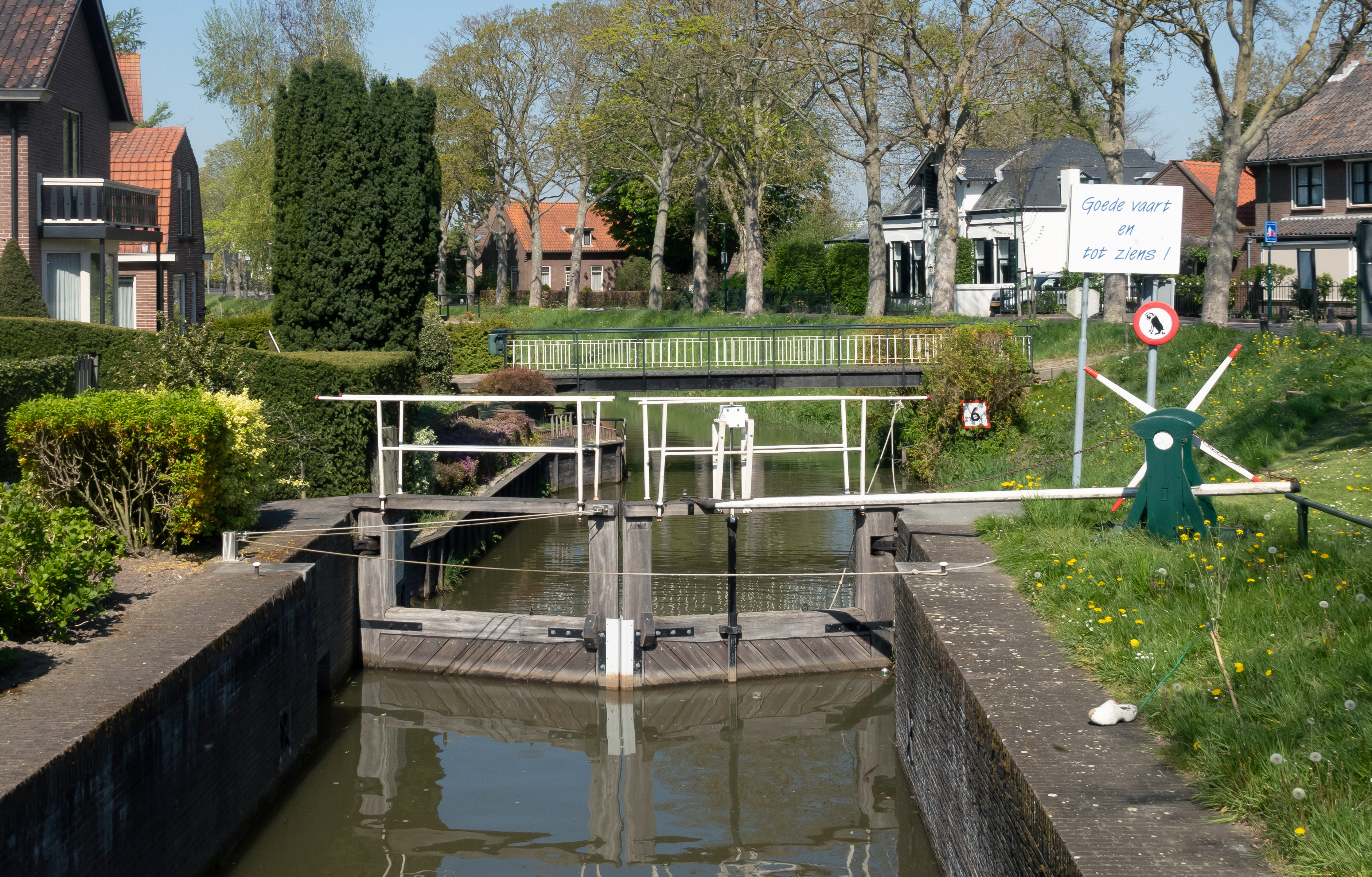
Montfoort, la esclusa: schutsluis Montfoortse Vaart

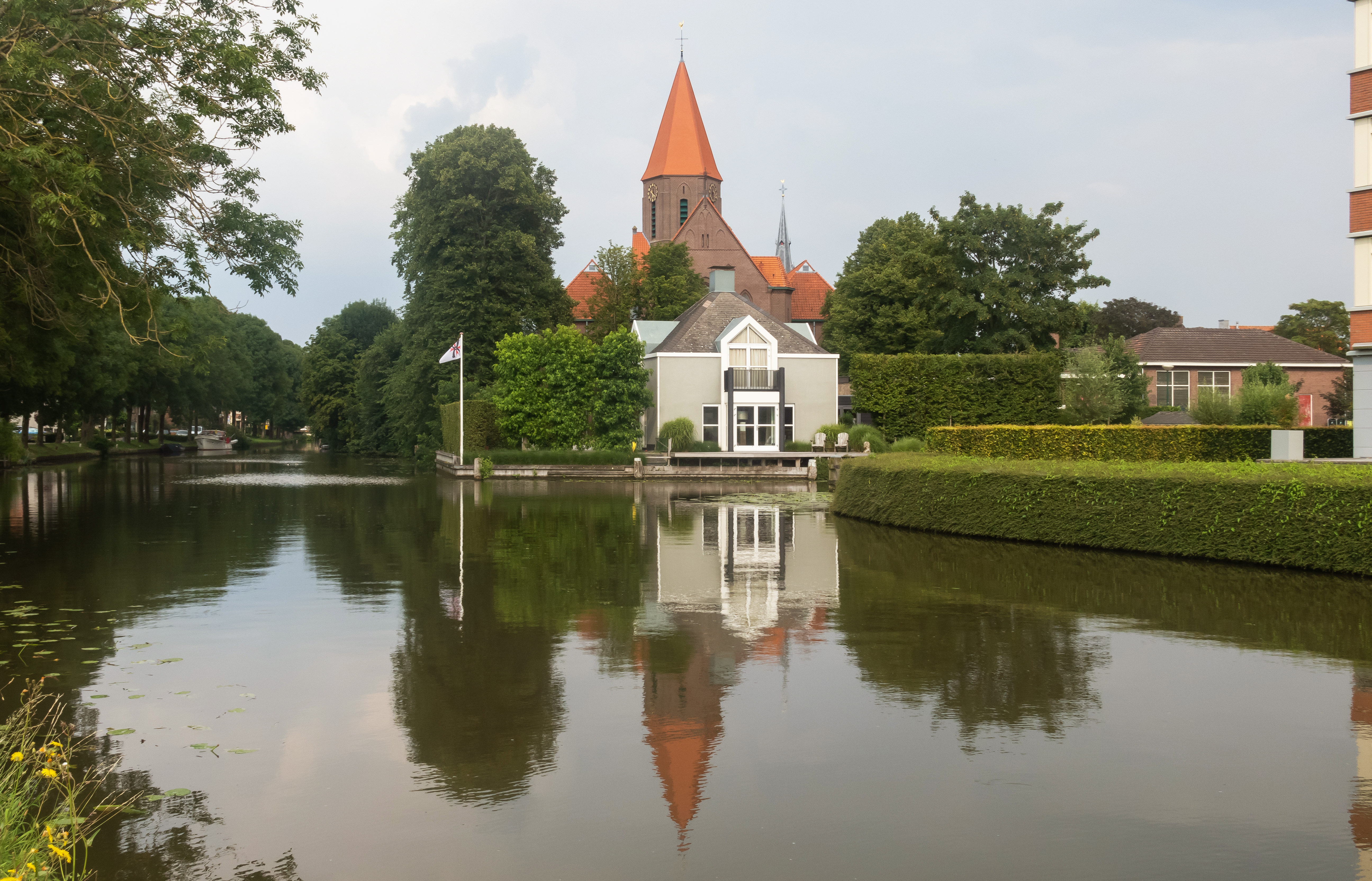
Montfoort, la iglesia: kerk Johannes de Doper Montfoort